# 4293 Masumi
4293 Masumi è un asteroide della fascia principale. Scoperto nel 1989, presenta un'orbita caratterizzata da un semiasse maggiore pari a 2,7210567 UA e da un'eccentricità di 0,2230001, inclinata di 9,37553° rispetto all'eclittica.